# ۲۴ رجب
۲۴ رجب، بیست و چهارمین روز از ماه رجب در تقویم هجری قمری است.
این روز در تقویم هجری قمری قراردادی، دویست و یکمین روز سال است.

## مناسبت‌ها
- فتح خیبر توسط علی بن ابی‌طالب

## درگذشتگان
- ۵۲۴ - فاطمه جوزدانیه، بانوی محدث ایرانی